# Eiliff
Eiliff war eine deutsche, stark vom Jazz beeinflusste Krautrock-Band, die fast ausschließlich Instrumental-Titel veröffentlichte. 

## Geschichte
In den späten 1960er Jahren von Rainer Brüninghaus (Orgel) mit Houschäng Nejadepour (Gitarre), Detlev Landmann (* 24. Juli 1946 in Essen; Schlagzeug), Herbert J. Kalveram (* 26. Februar 1944 in Oberhausen; Saxophon) und Bill Brown (Bassgitarre) gegründet, dominierten Keyboard, Saxophon und manchmal Instrumente aus anderen Kulturen (z. B. die Sitar) das Klangbild der in Köln und dem Ruhrgebiet beheimateten Gruppe.
Die beiden 1971 und im Folgejahr erschienenen LPs bieten ausgedehnte Improvisationen, die sich beim Publikum jedoch nicht durchsetzen konnten und Kritiker an Soft Machine und Xhol Caravan, manchmal auch an das Mahavishnu Orchestra erinnerten. Eine dem Publikumsgeschmack näherkommen sollende Single blieb jedoch ebenfalls erfolglos. Liveaufnahmen erschienen erst viele Jahre nach Auflösung der Band Ende der 1970er Jahre, nachdem Brüninghaus bereits 1973 zu Volker Kriegel und bis auf Landmann alle Gründungsmitglieder nach und nach gegangen waren.

## Diskografie

### Alben
- 1971: Eiliff (Philips 6305103)
- 1972: Girlrls! (Philips 6305145)
- 1999: Close Encounters with Their Third One (live in Köln, WDR, aufgenommen 1972) (Garden of Delights CD 036)
- 2002: Bremen 1972 (live, BR, aufgenommen 1972) (Garden of Delights CD 082)

### Singles
- 1971: Ride on Big Brother / Day of Sun (Philips 6003225)